# Marguerittes
Marguerittes este o comună în departamentul Gard din sudul Franței. În 2009 avea o populație de 8.666 de locuitori.

## Evoluția populației
| An        | 1975  | 1982  | 1990  | 1999  | 2006  | 2009  |
| --------- | ----- | ----- | ----- | ----- | ----- | ----- |
| Populație | 3.150 | 5.149 | 7.548 | 8.181 | 8.692 | 8.666 |